# تشارلز ماكفيرسون
تشارلز ماكفيرسون (بالإنجليزية: Charles McPherson)‏ هو عازف جاز وملحن أمريكي، ولد في 24 يوليو 1939 في جوبلن في الولايات المتحدة.

## وصلات خارجية
- الموقع الرسمي
- تشارلز ماكفيرسون على موقع IMDb (الإنجليزية)
- تشارلز ماكفيرسون على موقع ميوزك برينز (الإنجليزية)
- تشارلز ماكفيرسون على موقع أول ميوزيك (الإنجليزية)
- تشارلز ماكفيرسون على موقع ديسكوغز (الإنجليزية)
- تشارلز ماكفيرسون على موقع قاعدة بيانات الفيلم (الإنجليزية)